# Лодєйне Поле
Лодійне Поле або Лодінапельдо — місто у Ленінградській області Росії, адміністративний центр Лодєйнопольського району Ленінградської області.
Населення  - 22,5 тис. чол. (2005).
Місто розтошоване на лівому березі річки Свір, за 200 км від Санкт-Петербургу.

## Історія
Населений пункт було засновано як селище при Олонецькій судноверфі, заснованої тут в 1702 р., за указом Петра I. 22 серпня 1703 року на воду спустили первістка Балтійського флоту — 28-гарматний фрегат «Штандарт». Указом Катерини II від 16 травня 1785 р. поселенню, яке утворилося навколо Адміралтейства на Свирі, було надано статус повітового міста Лодєйнопольського повіту. Місто отримало назву Лодєйне Поле, а в 1788 році було створено його герб. Верф на Свирі діяла до 1830 р.. Сотні кораблів, побудованих тут, відзначилися у боях, які вела Росія в цей період, й в навколосвітніх морських подорожах. На шлюпі «Діана» В. М. Головін здійснив своє відоме плавання, а шлюп «Мирний» брав участь у відкритті Антарктиди.
Через два роки після закриття верфі в 1832 р., на місці будинку, де жив Петро I під час будівельних робіт, встановлено стелу. Як пишуть «Санкт-Петербургские відомості» [Архівовано 5 серпня 2009 у Wayback Machine.], до кінця 2007 закінчаться роботи з підготовки до відтворення будиночка. У ньому розміститься експозиція Лодєйнопольського історико-краєзнавчого музею, присвячена Олонецькій верфі. Відкриття заплановано на кінець 2008 — початок 2009 року.

## Економіка

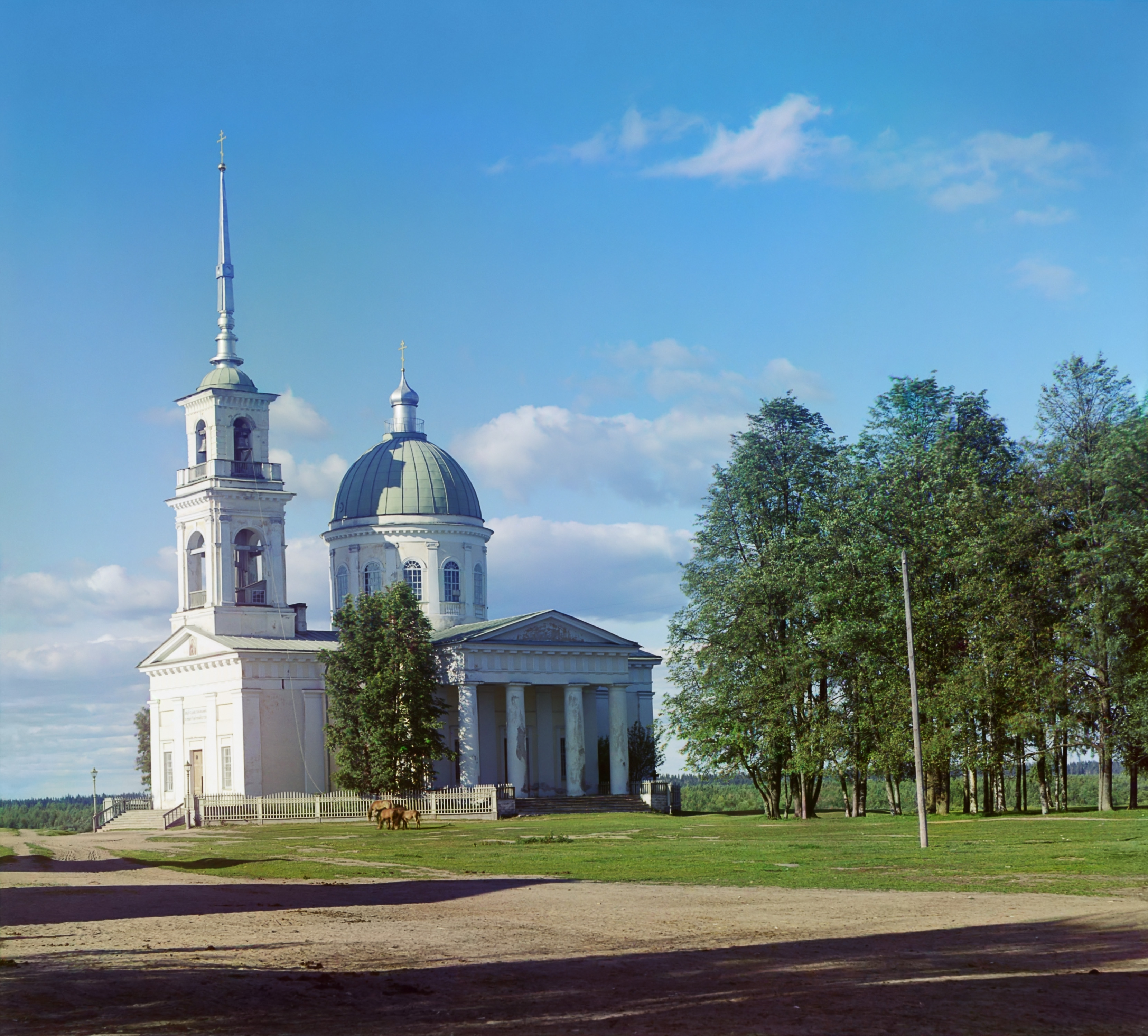
Лодєйне Поле, церква Петра і Павла, фотографія С. М. Прокудина-Горського, початок XX століття

- деревообробний комбінат
- ліспромгосп
- завод будівельних матеріалів
- рейкозварювальний завод
- трикотажна фабрика

## Відомі особистості
В поселенні народився:
- Нейолов Євген Михайлович (1947—2014) — російський фольклорист і критик.